# Harold Elmer Anthony
Pour les articles homonymes, voir Anthony.
Harold Elmer Anthony (né le 5 avril 1890 à Beaverton, mort le 29 mars 1970 à Paradise) est un zoologiste et paléontologue américain. Il est l'un des principaux mammalogues de son temps. Ses principaux intérêts de recherche portent les mammifères de l'hémisphère occidental.

## Biographie

### Jeunesse
Harold Elmer Anthony est le fils de l'ornithologue Alfred Webster Anthony et d'Anabel Klink Anthony. Après avoir terminé ses études à Portland, il étudie entre 1910 et 1911 à la Pacific University de Forest Grove. En 1915, il obtient une licence en sciences de l'Université Columbia.
Pendant la Première Guerre mondiale, il rejoint l'armée à Plattsburgh, à New York. À la fin de 1917, il reçoit le grade de premier lieutenant dans l'artillerie de campagne. En 1918, il est promu capitaine. Après un déploiement en France à l'été 1918, il met fin à sa carrière militaire en mars 1919.
En 1920, Anthony obtient un master ès arts et en 1934, son doctorat à la Pacific University.
En 1922, il épouse Margaret Feldt, avec qui il a deux enfants.

### Travail de recherche
Au printemps 1910, en collaboration avec le Musée américain d'histoire naturelle, il part en excursion en Basse-Californie pour étudier les albatros. En mai 1910, il travaille comme collectionneur pour le Bureau of Biological Survey du Dakota du Nord et du Montana.
En septembre 1911, il devient employé au Musée américain d'histoire naturelle. De 1919 à 1926, il est conservateur adjoint et de 1926 à 1958, il est conservateur du département des mammifères. De 1942 à 1958, il est chef de ce département.
De 1952 à 1958 il est directeur adjoint du Musée américain d'histoire naturelle. De 1953 à 1956, il est conservateur honoraire au Département de la Conservation de la nature et de l'écologie générale. De 1942 à 1947, de 1951 à 1952 et de 1955 à 1956, il est président du conseil d'administration du personnel scientifique. De 1958 à 1966, il est  conservateur au Frick Laboratory.
De 1910 à 1936, il mène de nombreuses expéditions en Amérique du Sud, en Amérique centrale et dans les Caraïbes. Au cours de cette recherche, il compile une grande quantité de matériaux fossiles et sous-fossiles qui agrandissent considérablement la collection du Musée américain d'histoire naturelle. De novembre 1938 à avril 1939, il participe à l'expédition Vernay - Cutting dans le nord de la Birmanie.
Entre 1913 et 1927, il écrit plus de 50 articles scientifiques sur la mammalogie et la paléontologie, principalement publiés par le Musée américain d'histoire naturelle. En 1928, il publie son livre Field book of North American mammals; descriptions of every mammal known north of the Rio Grande, together with brief accounts of habits, geographical ranges, etc., qui est l'un des principaux livres d'identification de la faune mammifère nord-américaine depuis plus de 25 ans.
De 1935 à 1937, il est président de l'American Society of Mammalogists.

## Signature
Plusieurs taxons animaux sont nommés d'après Harold Elmer Anthony : Epipedobates anthonyi, Hypsugo anthonyi, Scolopax anthonyi, Caprimulgus anthonyi, Puma concolor anthonyi (taxon invalide), Stenoderma rufum anthonyi et Artibeus anthonyi .

## Œuvres
- Mammifères de Porto Rico: vivants et disparus, 1925–1926 (2 volumes)
- Carnet de terrain des mammifères d'Amérique du Nord; descriptions de tous les mammifères connus au nord du Rio Grande, ainsi que de brefs récits d'habitudes, de zones géographiques, etc., 1928
- La capture et la préservation des petits mammifères à étudier (Dépliant guide - ; n ° 61). New York, Musée américain d'histoire naturelle, 1931.
- Animaux du monde: Mammifères d'Amérique, Mammifères d'autres terres., 1941

## Sources
- (en) Cet article est partiellement ou en totalité issu de l’article de Wikipédia en anglais intitulé « Harold Elmer Anthony » (voir la liste des auteurs).
- Anthony Todman: Harold Elmer Anthony Dans: Dr Lorne F. Hammond: Dictionnaire biographique des naturalistes et environnementalistes américains et canadiens. New York, Greenwood, 1997.  (ISBN 978-0313230479), p. 29-31
- Elmer C. Birney & Jerry R. Choate: Soixante-quinze ans de mammlogie (1919–1994), The American Society of Mammalogists, Special Publication No. 11, 1994: pages 35 à 37